# Duke’s Place (Album)
Duke’s Place ist ein Jazzalbum von George Mraz. Die am 25. November 1998 im Clinton Recording Studio, New York City, entstandenen Aufnahmen erschienen im April 1999 auf Milestone Records.

## Hintergrund

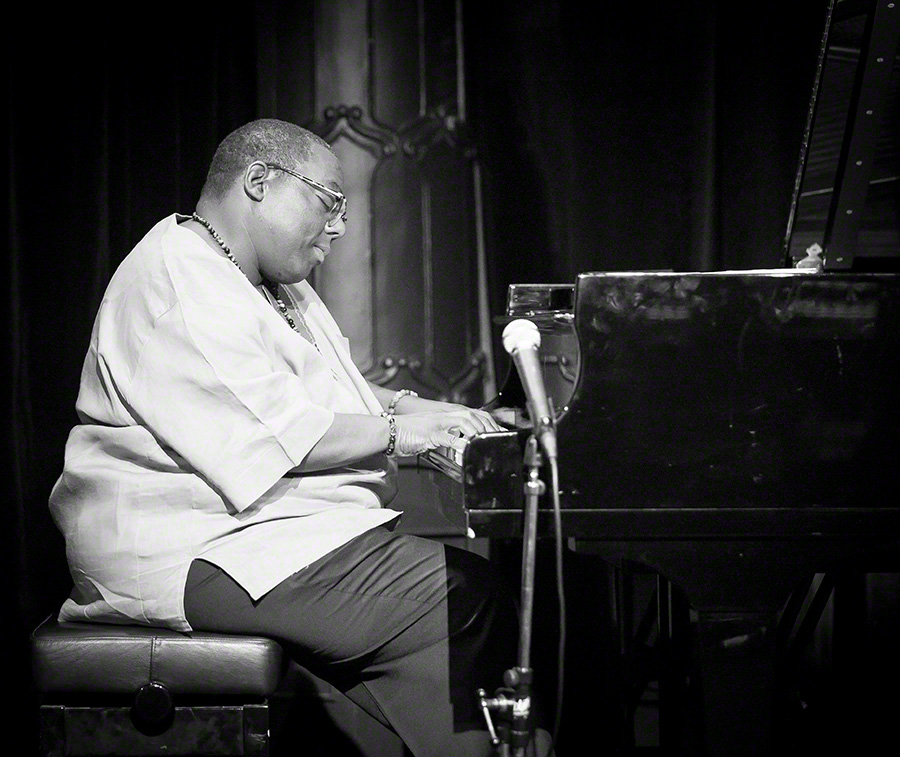
Cyrus Chestnut bei einem Auftritt beim Victoria Oslo Jazzfestival mit Buster Williams und Lenny White 2016.

Der Bassist George Mraz, der im September 2021 im Alter von 77 starb, legte seit den 1980er Jahren bei Milestone Records eine Reihe von Alben – meist in Triobesetzung mit Piano und Schlagzeug – unter eigenem Namen vor wie My Foolish Heart (1995), Jazz (1996, mit Rich Perry, Larry Willis, Richie Beirach und Billy Hart) und Bottom Lines (1997), mit Rich Perry, Cyrus Chestnut und Al Foster. 1999 veröffentlichte er als weiteres Trioalbum Duke’s Place, aufgenommen mit den Pianisten Cyrus Chestnut bzw. Renee Rosnes sowie dem Schlagzeuger Billy Drummond.
Für dieses Album hat Mraz elf der beständigsten Evergreens von Duke Ellington ausgewählt, schrieb Michael G. Nastos: Der Bassist wechselt sich bei den Titeln mit den Pianisten ab; entweder wirkt Renee Rosnes oder Cyrus Chestnut mit. Lediglich auf dem Titelstück spielen die beiden Pianisten zusammen, obwohl ein gemeinsames Spiel kaum wahrnehmbar sei. Gleichfalls sei „Duke’s Place“ unter dem Titel „The C Jam Blues“ bekannt, unter dem es erstmals vom Duke Ellington Orchestra 1941 für einen Soundie eingespielt wurde.

## Titelliste
- George Mraz: Duke’s Place (Milestone MCD-9292-2)[4]
  1. Duke’s Place (Bill Katz, Bob Thiele, Duke Ellington, Ruth Roberts) 4:16
  2. Satin Doll (Strayhorn, Ellington) 4:41
  3. In a Sentimental Mood 7:50
  4. Come Sunday 4:44
  5. Angelica 7:58
  6. Mood Indigo (Barney Bigard, Ellington, Mills) 7:16
  7. Lotus Blossom (Strayhorn, Ellington) 6:03
  8. Take the “A” Train (Billy Strayhorn) 7:57
  9. The Star-Crossed Lovers (Strayhorn, Ellington) 4:55
  10. Don’t Get Around Much Anymore (Bob Russell, Ellington) 4:27
  11. Caravan (Ellington, Juan Tizol) 7:00

Sofern nicht anders vermerkt, stammen die Kompositionen alleine von Duke Ellington.

## Rezeption
Michael G. Nastos verlieh dem Album in Allmusic vier Sterne und schrieb, auf diesem Album gebe es zwischen den beiden Pianisten kaum stilistische Unterschiede; beide seien außergewöhnliche Interpreten und Improvisatoren. Wenn überhaupt, klinge Renee Rosnes etwas moderner, während Chestnuts Spiel mehr Seele habe. Aber ihre Zuneigung zu Ellington sei klar erkennbar und mit Schlagzeuger Billy Drummond, der das Feuer neben Mraz’ Weltklasse-Bassspiel schürt, sei es selbstverständlich, dass exzellente Musik gemacht werde. Der Schlagzeuger sei ein dynamischer Zauberer, egal ob er eine Ballade, einen Blues oder eine Upbeat-Nummer spiele. Mraz zeige sich als ein Top-Bassist, und mit dieser Crew steigere sich sein Ruf noch einmal. Dies sei eine wunderbare Hommage an den Duke.
Nach Ansicht von Richard Cook und Brian Morton, die das Album in The Penguin Guide to Jazz mit dreieinhalb Sternen bewerteten, überschatte Duke’s Place die vorangegangenen Milestone-Platten. Obwohl dies nur ein weiterer Ellington-Tribut sei und zumindest oft selbst nach den Maßstäben dieses Songbooks als übervertraut gelten kann, bestätige das Spiel von Chestnut und Rosnes ihre individuelle Bedeutung unter den heutigen Pianisten. Hingegen spiele Mraz hier eher eine unterstützende Rolle als eine Frontline wie auf den anderen Alben, aber das sei nicht weiter schlimm.